# Bogdan Pătrașcu
Bogdan Aurelian Pătrașcu (Târgoviște, 7 maggio 1979) è un ex calciatore rumeno, di ruolo centrocampista.

## Caratteristiche tecniche
Centrocampista mancino, inizia la carriera come esterno sinistro di centrocampo, ma negli anni a Piacenza accentra sempre di più la sua posizione trasformandosi in regista.

## Carriera

### Club
Esordisce in patria, allo Sportul Studențesc, che nel corso della stagione 2000-2001 lo cede ai bulgari del Litex Loveč. Nel gennaio 2002 viene ceduto al Piacenza, militante in Serie A; debutta nella massima serie il 10 marzo 2002, nei minuti finali di Piacenza-Perugia 2-0. Colleziona 4 presenze nella prima stagione e 11 nella seconda, al termine della quale la squadra piacentina retrocede in Serie B. A partire dalla stagione 2004-2005 diventa titolare nel centrocampo emiliano, grazie anche allo spostamento di ruolo operato dall'allenatore Giuseppe Iachini, che lo trasforma da interno di centrocampo a regista. Rimane al Piacenza fino al 2008, collezionando 188 presenze complessive in campionato e 2 reti.
Nel 2008 viene ceduto in prestito al Chievo allenato da Iachini; con i gialloblu gioca 2 partite in Serie A, e nella sessione invernale del calciomercato rientra al Piacenza, che lo gira in prestito al Padova in Prima Divisione. Qui conquista la promozione in Serie B dopo i playoff, e quindi fa rientro al Piacenza, dove gioca le prime due partite di campionato. Alla chiusura del calciomercato ritorna al Padova sempre in Serie B, questa volta a titolo definitivo.
Alla fine della stagione 2009-2010 il Padova decide di non rinnovare il contratto di Pătrașcu che, svincolato, si accorda con lo Sportul Studentesc, ritornando così in patria proprio nella società in cui ha iniziato la carriera professionistica.
All'inizio del 2011 cambia nuovamente casacca firmando un contratto di un anno e mezzo con la Dinamo Bucarest, debuttando proprio contro i suoi ex compagni dello Studentesc. Riconfermato anche per la stagione successiva, disputa altre 16 partite con il club della capitale prima di trasferirsi nella sessione invernale del calciomercato all'Astra Ploiești. Dal luglio 2012 milita nell'Universitatea Cluj, sempre nella massima divisione romena; dopo 14 presenze in campionato, nel marzo 2013 si trasferisce al Buftea, formazione partecipante al campionato di Liga II, che nell'estate 2013 viene ridenominata Fotbal Club Clinceni. Vi rimane fino al febbraio 2015, quando si trasferisce al Balotesti, sempre nella seconda divisione rumena: con questa squadra rimane fino al gennaio 2016, ricoprendo il doppio ruolo di allenatore e giocatore da luglio a dicembre 2015.

### Nazionale
Con la Nazionale gioca due partite amichevoli nel 2006. La prima è stata Romania-Armenia (2-0) del 28 febbraio. La seconda (e ultima) è stata Romania-Slovenia sempre vinta per 2-0 del 1º marzo.

## Statistiche

### Cronologia presenze e reti in Nazionale
| Cronologia completa delle presenze e delle reti in nazionale ― Romania | Cronologia completa delle presenze e delle reti in nazionale ― Romania | Cronologia completa delle presenze e delle reti in nazionale ― Romania | Cronologia completa delle presenze e delle reti in nazionale ― Romania | Cronologia completa delle presenze e delle reti in nazionale ― Romania | Cronologia completa delle presenze e delle reti in nazionale ― Romania | Cronologia completa delle presenze e delle reti in nazionale ― Romania | Cronologia completa delle presenze e delle reti in nazionale ― Romania |
| Data                                                                   | Città                                                                  | In casa                                                                | Risultato                                                              | Ospiti                                                                 | Competizione                                                           | Reti                                                                   | Note                                                                   |
| ---------------------------------------------------------------------- | ---------------------------------------------------------------------- | ---------------------------------------------------------------------- | ---------------------------------------------------------------------- | ---------------------------------------------------------------------- | ---------------------------------------------------------------------- | ---------------------------------------------------------------------- | ---------------------------------------------------------------------- |
| 28-2-2006                                                              | Strovolos                                                              | Romania                                                                | 2 – 0                                                                  | Armenia                                                                | Amichevole                                                             | -                                                                      | 46’ 65’                                                                |
| 1-3-2006                                                               | Larnaca                                                                | Romania                                                                | 2 – 0                                                                  | Slovenia                                                               | Amichevole                                                             | -                                                                      | 74’                                                                    |
| Totale                                                                 |                                                                        | Presenze                                                               | 2                                                                      |                                                                        | Reti                                                                   | 0                                                                      |                                                                        |

## Palmarès

### Club

#### Competizioni nazionali
- Coppa di Bulgaria: 1

Liteks Loveč: 2000-2001
- Coppa di Romania: 1

Dinamo Bucarest: 2011-2012